# St. Andreas (Schwarzenthonhausen)

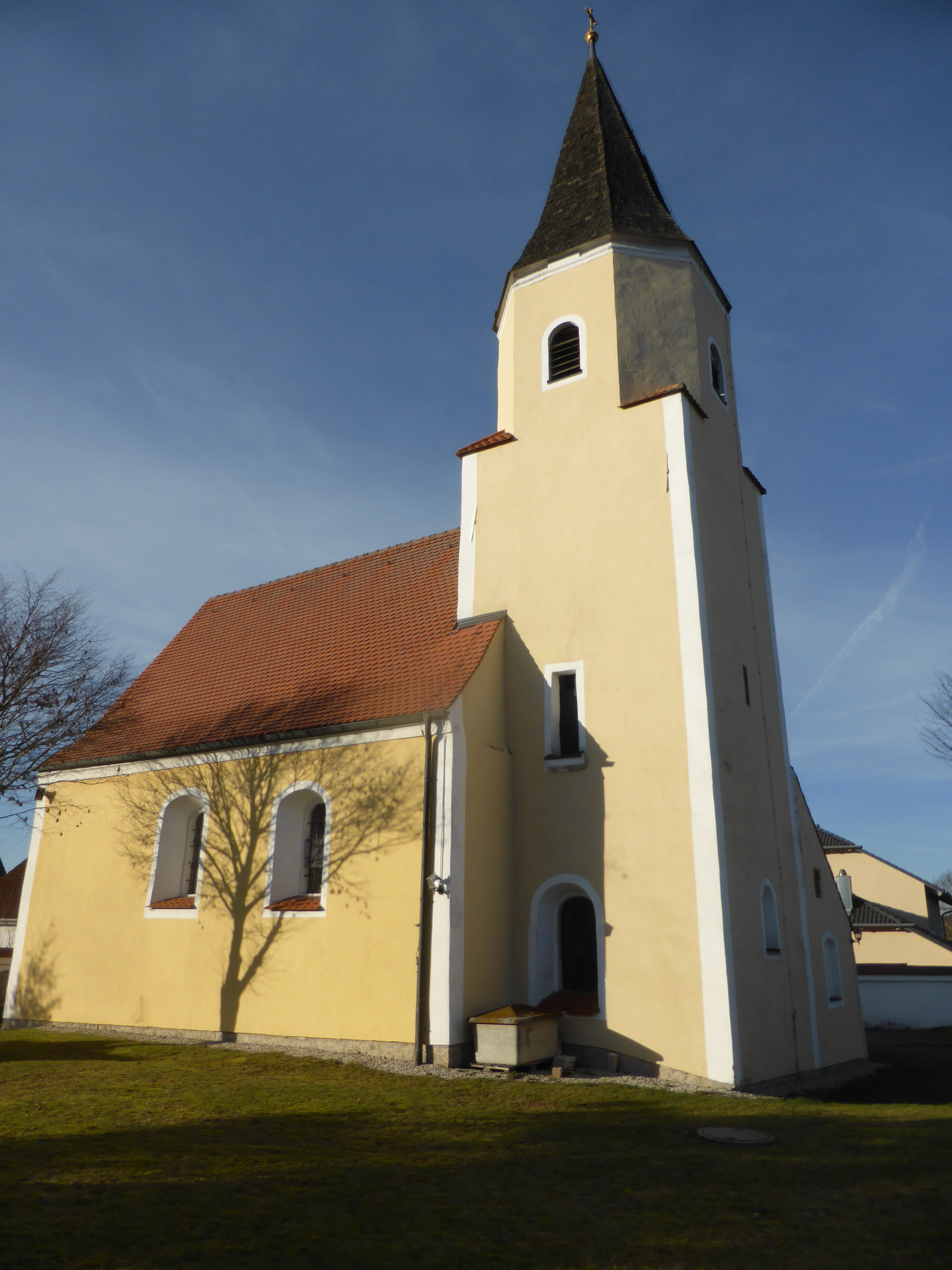
St. Andreas (Schwarzenthonhausen)

Die römisch-katholische, denkmalgeschützte Filialkirche St. Andreas steht in Schwarzenthonhausen, einem Gemeindeteil des Marktes Beratzhausen im Landkreis Regensburg in der Oberpfalz. Sie ist dem Bistum Regensburg zugeordnet. Das Bauwerk ist unter der Denkmalnummer D-3-75-118-39 als Baudenkmal in die Bayerische Denkmalliste eingetragen.

## Beschreibung
Die romanische Saalkirche wurde  im 13. Jahrhundert gebaut. Sie besteht aus einem Langhaus, das mit einem Satteldach bedeckt ist, und einem Chorturm auf quadratischem Grundriss im Osten, an dessen Nordwand die Sakristei angebaut ist. Beim Umbau am Ende des 17. Jahrhunderts wurde der Chorturm mit einem achteckigen Geschoss aufgestockt, das den Glockenstuhl mit drei Kirchenglocken beherbergt, und mit einem achtseitigen spitzen Helm bedeckt, der mit Schindeln verkleidet ist. 
Der Innenraum des Langhauses ist mit einer Flachdecke mit Hohlkehle überspannt, der des Chors, d. h. der des Erdgeschosses des Chorturms, mit einem Kreuzgratgewölbe. Zur Kirchenausstattung gehört ein Hochaltar, bei dem in einer Nische die Statue des heiligen Andreas steht.  

## Orgel

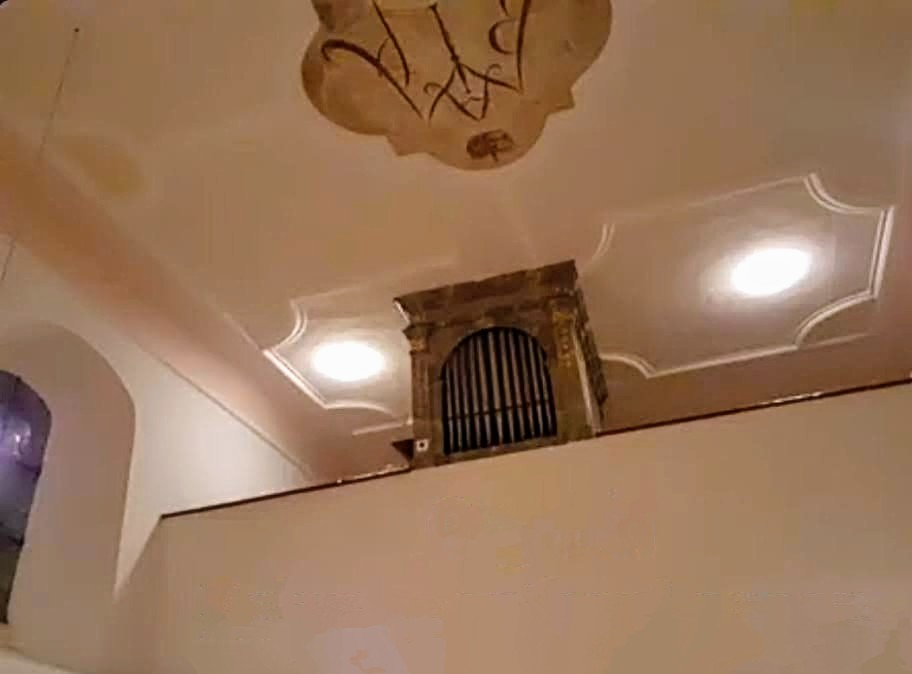
Empore mit Orgel

Die Orgel mit vier Registern auf einem Manual und Pedal wurde als rein mechanisches Kegelladeninstrument um 1900 von Ludwig Edenhofer junior erbaut. Sie wurde 2024 restauriert. Die Disposition lautet:
| Manual C– |            |    |
| 1.        | Gedeckt    | 8′ |
| 2.        | Salicional | 8′ |
| 3.        | Principal  | 4′ |

| Pedal C– |        |     |
| 4.       | Subbaß | 16′ |

- Koppel: Man/P